# Fine de Bourgogne
La Fine de Bourgogne est une fine issue de la distillation du vin et, plus précisément, des lies fines provenant des soutirages des vins.

## Caractéristiques

### Définition légale
L'appellation d'origine contrôlée « Fine de Bourgogne » désigne des eaux-de-vie ayant été élevées sous bois au minimum trois ans. Elle a été définie par le décret n° 2011-283 du 17 mars 2011.
Il convient de ne pas confondre la Fine de Bourgogne avec le Marc de Bourgogne qui est un marc.
Les vins sont distillés selon le procédé de distillation discontinu multiétagé à l'aide d'alambics constitués de vases de distillation et de colonnes de concentration.
Les alambics utilisés sont constitués d'au maximum trois vases à chargement successif et d'au maximum trois colonnes de concentration montées en série.
Les vases de distillation sont en cuivre. Ils présentent chacun un volume maximum de 630 litres et sont chauffés à feu nu ou par injection de vapeur
Les colonnes sont en cuivre. Chaque colonne présente une hauteur inférieure ou égale à 1,50 mètre. Le nombre total de plateaux pour l'ensemble des colonnes est au maximum de 7.
Toute distillation doit être précédée d'un nettoyage de l'alambic, à la vapeur ou à l'eau bouillante.
Les eaux-de-vie produites doivent présenter à la sortie de l'alambic, à la température de 20° C, un titre alcoométrique volumique inférieur ou égal à 72 %.

### Zone géographique
La Fine de Bourgogne peut provenir de 388 communes sur quatre départements :
- Côte d'Or
- Rhône
- Saône-et-Loire
- Yonne

### Âge des Fines de Bourgogne
Les Fines de Bourgogne sont vieillies obligatoirement trois ans en fûts de chêne avant commercialisation. C'est l'élevage, qui permet à l'alcool de s'évaporer lentement et à l'eau de vie de gagner en douceur et en complexité.
Elles pourront revendiquer les mentions « Vieille », « Très vieille » ou « Hors d'âge », après 3, 6 et 10 ans de vieillissement sous bois.